# Мариландия (Эспириту-Санту)
Мариландия (порт. Marilândia)  —  муниципалитет в Бразилии, входит в штат Эспириту-Санту. Составная часть мезорегиона Северо-запад штата Эспириту-Санту. Входит в экономико-статистический  микрорегион Колатина. Население составляет 10 604 человека на 2006 год. Занимает площадь 309,446 км². Плотность населения — 34,3 чел./км².

## Статистика
- Валовой внутренний продукт на 2003 составляет 33.015.935,00 реалов (данные: Бразильский институт географии и статистики).
- Валовой внутренний продукт на душу населения на 2003 составляет 3.207,92 реалов (данные: Бразильский институт географии и статистики).
- Индекс развития человеческого потенциала на 2000 составляет 0,745 (данные: Программа развития ООН).